# بخش اورنج (شهرستان شلبی، اوهایو)
بخش اورنج (به انگلیسی: Orange Township) یک منطقهٔ مسکونی در ایالات متحده آمریکا است که در شهرستان شلبی، اوهایو واقع شده‌است.
 بخش اورنج ۵۹٫۰ کیلومتر مربع مساحت و ۱٬۴۱۹ نفر جمعیت دارد و ۳۱۷ متر بالاتر از سطح دریا واقع شده‌است.